# New wave of American heavy metal
New wave of American heavy metal (abbreviato in NWOAHM) è un termine coniato per indicare tutte quelle heavy metal band statunitensi e canadesi nate tra il finire degli anni novanta ai primi anni 2000 e che hanno raggiunto la popolarità con generi come il nu metal, il groove metal, il metalcore e i suoi sottogeneri.

## Storia
Analogamente alla new wave of British heavy metal, anche questa corrente non è relativa ad un genere preciso e non indica uno stile preciso, ma si limita a raggruppare diversi gruppi musicali emersi in un certo periodo storico, rigorosamente di nazionalità statunitense e canadese, e relativi a diverse forme di heavy metal moderno, talvolta anche ibride o con influenze esterne (lo stesso metalcore, genere principale dell'ondata, è per definizione un ibrido tra hardcore punk e heavy metal). Il termine è in sostanza una classificazione che sta ad indicare il proliferare di metal band americane in risposta a quelle europee, relative particolarmente a precisi sottogeneri di heavy metal a partire dagli anni 2000. Esponenti della corrente sono considerati i Trivium, gli Slipknot, gli Avenged Sevenfold e i Lamb of God. Sono altresì considerati pionieri dell'ondata in particolare i Fear Factory per aver definito un vero e proprio spartiacque fra la NWOBHM e la NWOAHM, nonché anche i Machine Head, Marilyn Manson e Underoath.